# Saint-Épain
Saint-Épain é uma comuna francesa na região administrativa do Centro, no departamento Indre-et-Loire. Estende-se por uma área de 63,57 km². Em 2010 a comuna tinha 1 605 habitantes (densidade: 25,2 hab./km²).